# 奧金佐沃
55°40′N 37°16′E / 55.667°N 37.267°E
奧金佐沃（羅馬化：Odintsovo）是俄羅斯莫斯科州的一個城市，位於莫斯科以西24公里。2022年人口为138891人。
1957年7月17日建市。該市的市徽是一頭白鹿。

## 友好城市
- 白俄羅斯 新波洛茨克
- 乌克兰 刻赤
- 俄羅斯 基茲利亞爾
- 德国 维特蒙德
- 俄羅斯 阿纳德尔
- 塞爾維亞 克鲁舍瓦茨